# Otto-Hahn-Gymnasium (Saarbrücken)
Das Otto-Hahn-Gymnasium ist ein Gymnasium in Saarbrücken mit mathematisch-naturwissenschaftlichem und neusprachlichem Zweig, benannt nach dem deutschen Chemiker und Träger des Nobelpreises für Chemie Otto Hahn (1879–1968). Das in den Jahren 1902 bis 1904 von Wilhelm Franz erbaute Schulgebäude steht heute unter Denkmalschutz. Die Fläche der Schule beträgt etwa 9.000 m², mit zwei Sporthallen, einem Bistro und einem Parkplatz.

## Geschichte
Das heutige Otto-Hahn-Gymnasium (OHG) geht auf die Königliche Provinzial-Gewerbeschule Saarbrücken zurück, die am 28. Oktober 1856 im heutigen Stadtteil Alt-Saarbrücken eröffnet wurde. Die Schule führte Schüler, die an anderen Schulen eine entsprechende Vorbildung erhalten hatten, in den weiteren drei Klassenstufen Tertia, Secunda und Prima zum Abitur. Die Ausbildung war technisch-gewerblich orientiert.
Im Laufe seiner Geschichte wechselte das Gymnasium mehrmals seinen Namen, behielt aber lange Zeit seine mathematisch-naturwissenschaftliche Ausrichtung. Erst mit dem Schuljahr 1967/1968 wurde ein neusprachlicher Zweig eingeführt. Ebenfalls in den 1960er Jahren wurden mit Einführung der Koedukation Mädchen an der Schule zugelassen.
An seinem jetzigen Standort, dem Landwehrplatz, befindet sich das Gymnasium seit dem Bezug eines Neubaus im Jahre 1904. 1954/1955 wurde der Erweiterungsbau am Nauwieserplatz (heutiger Max-Ophüls-Platz) fertiggestellt. Seit Oktober 1955 beherbergt das Otto-Hahn-Gymnasium auch das Abendgymnasium Saarbrücken.
Im Jahr 2006 feierte das Otto-Hahn-Gymnasium sein 150-jähriges Bestehen.

## Zeittafel
| Jahr      | Name                                                |
| --------- | --------------------------------------------------- |
| 1856–1891 | Königliche Provinzial-Gewerbeschule zu Saarbrücken  |
| 1891–1893 | Königliche Gewerbeschule zu Saarbrücken             |
| 1893–1903 | Königliche Oberrealschule zu Saarbrücken            |
| 1904–1918 | Königliche Oberrealschule zu St. Johann-Saarbrücken |
| 1918–1939 | Staatliche Realschule zu Saarbrücken                |
| 1939–1945 | Horst-Wessel-Schule                                 |
| 1945–1947 | Staatliche Oberschule für Jungen                    |
| 1947–1973 | Staatliche Oberrealschule                           |
| 1973–1997 | Staatliches Otto-Hahn-Gymnasium                     |
| seit 1997 | Otto-Hahn-Gymnasium                                 |

## Direktoren
- 1856–1872 Ferdinand Bothe
- 1872–1895 Otto Krüger
- 1895–1901 Max Mirisch
- 1901–1913 August Maurer
- 1913–1936 Hans Meinardus
- 1936–1939 Heinz Schröder
- 1939–1945 Rudolf Böker
- 1945–1956 Walter Abegg

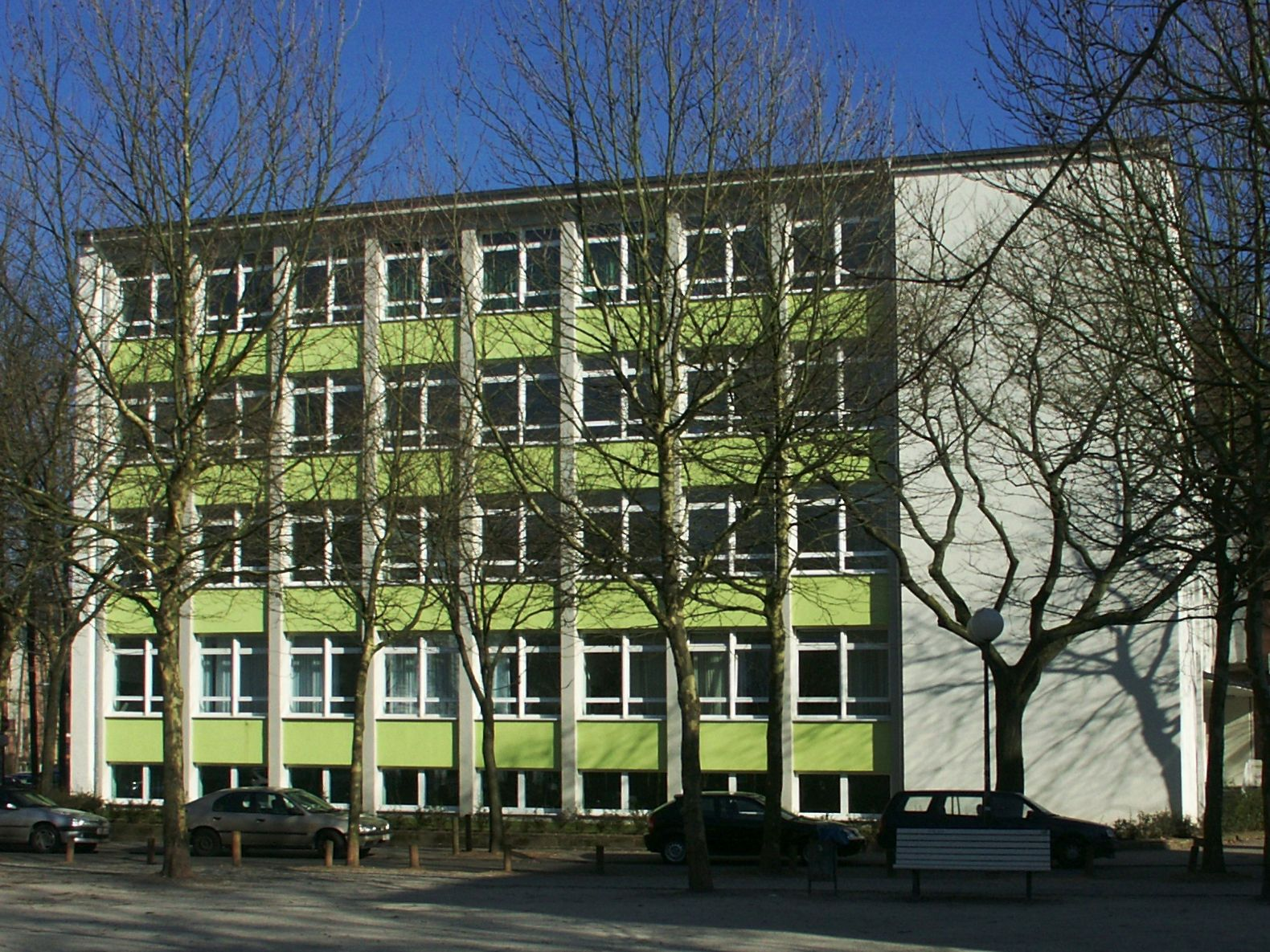
Otto-Hahn-Gymnasium, Erweiterungsbau von 1954/55

- 1956–1959 Oskar Abresch – Wilhelm Saar
- 1959–1965 Alfons Arnold – Walter Abegg
- 1965–1974 Nikolaus Winn
- 1974–1985 Bernhard Braun
- 1985–2011 Gerd Brosowski
- 2011–2018 Bernd Bauer
- ab 2018 Thomas Diester

## Schüler
- Ernst Heckel (1861–1949), Drahtseilfabrikant, Kommerzienrat, Abitur ca. 1880
- Heinrich Wahlster (1892–1968), Fabrikant und vom 24. März bis zum 15. August 1945 von der US-amerikanischen Militärverwaltung eingesetzter Oberbürgermeister von Saarbrücken
- Fritz Schuster (1916–1988), Jurist, Politiker, von 1957 bis 1976 Oberbürgermeister von Saarbrücken, Abitur 1937
- Wolfram Huschens (1921–1989), Maler, Bildhauer und Kunsterzieher, Mitglied der neuen gruppe saar, besuchte die Schule bis 1939, Abitur 1940 in Neunkirchen (Saar)
- Roland Stigulinszky (1926–2022), Grafiker, Karikaturist und Satiriker, Notabitur 1943 an der Nationalpolitischen Erziehungsanstalt in Köslin
- Karl August Schleiden (1928–2009), Philologe, Privatgelehrter, Verleger und Autor, Abitur 1947
- Hans-Walter Herrmann (* 1930) Landeshistoriker, Abitur 1950
- Hans-Wolf Jäger (* 1936), Germanist, Universitätsprofessor, Abitur 1955
- Bolko von Oetinger (* 1943), Politikwissenschaftler und Unternehmensberater, Abitur 1962
- Gunter Schneider (* 1953), Biochemiker, Abitur 1973
- Wolfgang Wahlster (* 1953), Informatiker, Abitur 1972
- Robert Zimmer (* 1953), Philosoph und Autor, Abitur 1973
- Frank Fürbeth (* 1954), Germanist und Mediävist, Abitur 1973
- Stephan Körner (* 1964), Rechtswissenschaftler, Abitur 1984
- Walter Schmidt (1965–2016), freier Journalist und Autor, Abitur 1984
- Nils Minkmar (* 1966), Historiker und Journalist, Abitur 1984
- Michael Friemel (* 1974), Wirtschaftswissenschaftler, Autor, Radio- und Fernsehmoderator, Abitur 1994
- Jens Diener (* 1980), politischer Beamter, Abitur 1999

## Lehrer
- Solly Fürstenberg (1810–1887), Maler der Düsseldorfer Schule, Zeichenlehrer ab 1856
- Gustav Leopold Ilse (1821–1906), Oberpfarrer, evangelische Religion, Ehrenbürger von Saarbrücken
- Max Mirisch (1853–1912), Direktor[4][5]
- Richard Eberle (1918–2001), Bildender Künstler, Kunstlehrer
- Manfred Güthler (1927–2024), Maler, Grafiker und Diplom-Designer.

## Partnerschaften
- Partnerschule in England: The Robert Smyth School, Market Harborough, Leicestershire
- Partnerschule in Frankreich: Lycée Marcelin Berthelot, Toulouse
- Partnerschule in Cottbus: Max-Steenbeck-Gymnasium

## Trivia
Am 16. Dezember 1987 wurden vor den Toren des Gymnasiums rund 600 Exemplare der Schülerzeitung Hart und Ungerecht verteilt, denen ein Kondom beigefügt war. Die ursprünglich vorgesehene Verteilung auf dem Schulhof war vom Direktor mit ausdrücklicher Billigung des Kultusministeriums verboten worden.